# Erich Graf von Bernstorff-Gyldensteen
Erich Adolf Ernst Graf von Bernstorff-Gyldensteen (* 26. Juni 1883 in Raguth; † 6. Oktober 1968 in Tønder, Dänemark) war ein deutscher Sportschütze.

## Leben
Erich Graf von Bernstorff-Gyldensteen trat bei den Olympischen Spielen 1912 in Stockholm an. Mit der Mannschaft gewann er im Trapwettkampf die Bronzemedaille. Im Einzel belegte er in der gleichen Disziplin den 18. Rang. Zwei Jahre zuvor wurde er deutscher Vizemeister in Berlin-Schönholz nach Franz von Zedlitz und Leipe der die Deutsche Meisterschaft gewann. 
Er heiratete die dänische Gräfin Agnes Louise Sophie Krag-Juel-Vind-Frijs und zog nach Dänemark. Dort wurde er königlicher Kammerherr.